# Essam Abd Elfatah
Essam Abd Elfatah (ur. 30 grudnia 1965 w Kairze) – egipski sędzia piłkarski. Karierę sędziego międzynarodowego El Fatah zaczął dość późno, bowiem dopiero w wieku 38 lat. Od 2003 roku sędziował 12 meczów w dwóch Pucharach Narodów Afryki, a także kilka spotkań kwalifikacyjnych do mistrzostw oraz spotkania reprezentacji młodzieżowych.

## Kontrowersje
W 2006 roku sędziował jeden mecz podczas piłkarskich Mistrzostw Świata. Wywołało to sporo kontrowersji w środowisku sędziowskim, bowiem jak donosił jeden z tygodników piłkarskich ukazujący się w ZEA, El Fatah miał rzekomo przyjąć korzyść majątkową w wysokości 50 tys. USD w zamian za pomoc w awansie reprezentacji Angoli do Mistrzostw Świata.
Ostatecznie Esam nie został dopuszczony do prowadzenia meczu i został zastąpiony przez innego sędziego, a Angola i tak osiągnęła korzystny wynik i pojechała na mundial.